# دومينغو دي سانتو توماس
دومينغو دي سانتو توماس (بالإسبانية: Domingo de Santo Tomás)‏ هو أستاذ جامعي إسباني، ولد في 1499 في إشبيلية في إسبانيا، وتوفي في 28 فبراير 1570 في ليما في بيرو.